# 矮棱子芹
矮棱子芹（学名：Pleurospermum nanum）为伞形科棱子芹属的植物，为中国的特有植物。分布于中国大陆的云南等地，生长于海拔3,000米至4,600米的地区，多生在高山和亚高山草甸，目前尚未由人工引种栽培。

## 别名
紫棕棱子芹（拉汉种子植物名称）